# Кжицькі-Рув
Кжицькі-Рув (пол. Krzycki Rów) — річка в Польщі, у Лещинському, Всховському, Ґлоґовському й Новосольському повітах Великопольського, Любуського й Нижньоселезького воєводств. Права притока Одри (басейн Балтійського моря).

## Опис
Довжина річки 74,34 км, висота гирла над рівнем моря — 60  м.

## Розташування
Витікає з озера Кжицького у селі Кжицьке Мале (ґміна Свенцохова). Спочатку тече на південний захід через Тжебіни, Олбрахцице, Єнджиховице і Пущу. Потім річка тече переважно на північний захід через Хоцемишль і на північно-східній стороні від міста Нова Суль впадає у річку Одру.

## Цікавий факт
- У пригирловій частині річка називається Канал Копаниця.[1]